# Stalag
Pour le groupe de musique français, voir Stalag (groupe).

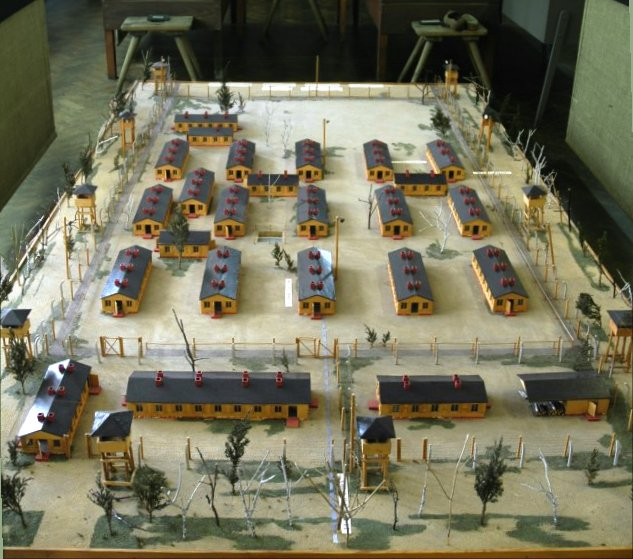
Maquette du Stalag Luft III.

En Allemagne, pendant la Seconde Guerre mondiale, un stalag, abréviation de Kriegsgefangenen-Mannschafts-Stammlager  « camp de base ou camp ordinaire de prisonniers de guerre », désigne un site destiné à détenir de simples soldats et leurs sous-officiers ayant été faits prisonniers, tandis que les officiers étaient détenus dans les Oflags, abréviation de Offizier-Lager, conformément à la Convention de Genève de 1929, ceci à l'exclusion de tout civil.
L'un d'entre eux, le Stalag Luft III, administré comme son nom l'indique par la Luftwaffe, a été le cadre d'une tentative d'évasion impressionnante : Le 24 mars 1944, 76 prisonniers alliés s'en échappèrent par un tunnel de 110 mètres. Cet épisode a été immortalisé par le film américain de John Sturges La Grande Évasion.
L'un des plus importants camps allemands de prisonniers de guerre entre 1939 et 1945, fut  le Stalag VIII-B à Lamsdorf (aujourd'hui Łambinowice  en Haute-Silésie, Pologne). Environ 400 000 prisonniers, dont 200 000 soviétiques, y auraient été détenus. Le monument érigé en hommage au martyre des prisonniers de Łambinowice fait état de 42 000 morts de maladie, faim, épuisement ou mauvais traitements, enterrés dans des fosses communes. Un autre fut le Stalag III-A.

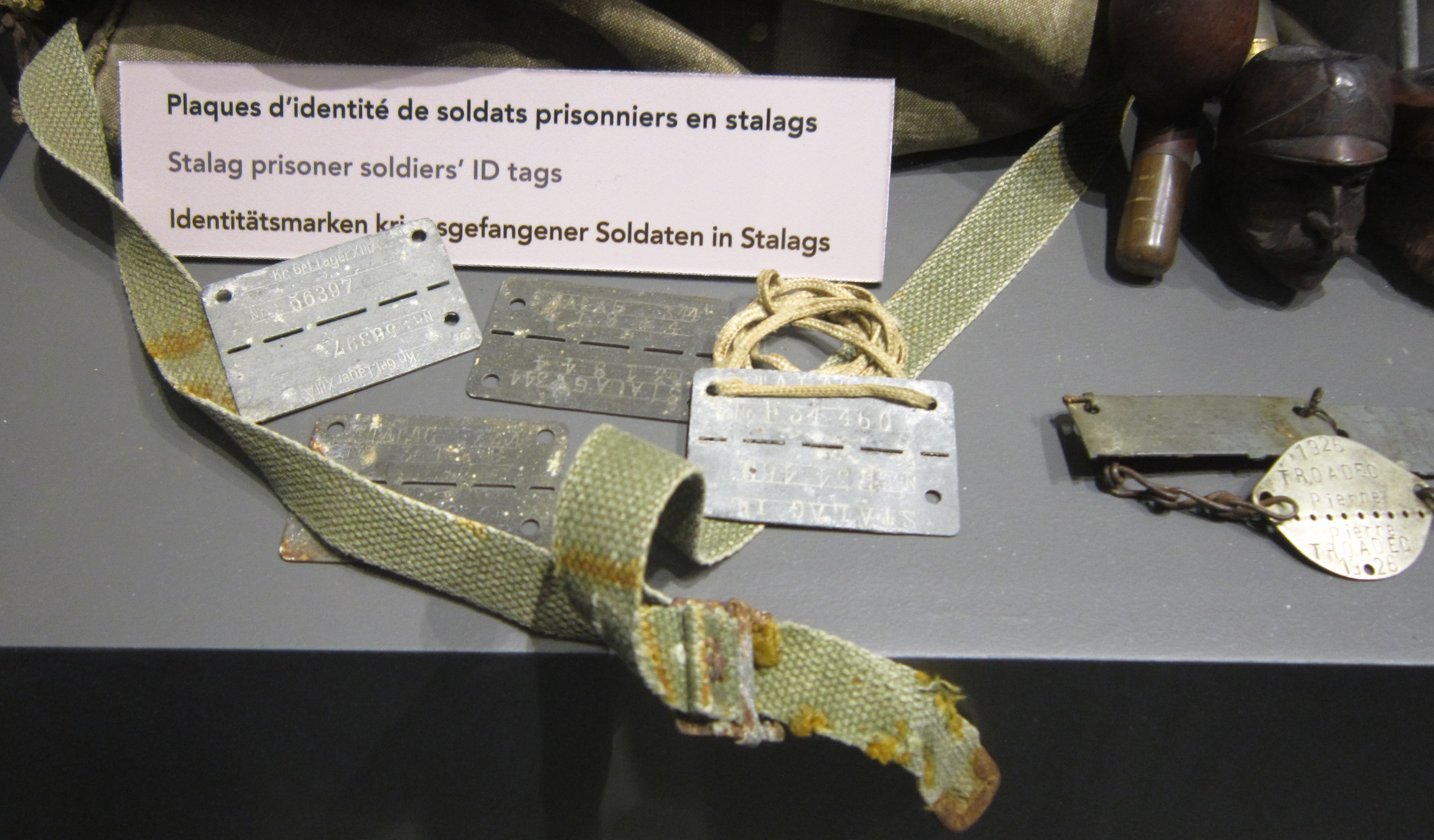
Musée Mémoires 39-45 à Plougonvelin : plaques d'identité de soldats prisonniers en stalags.
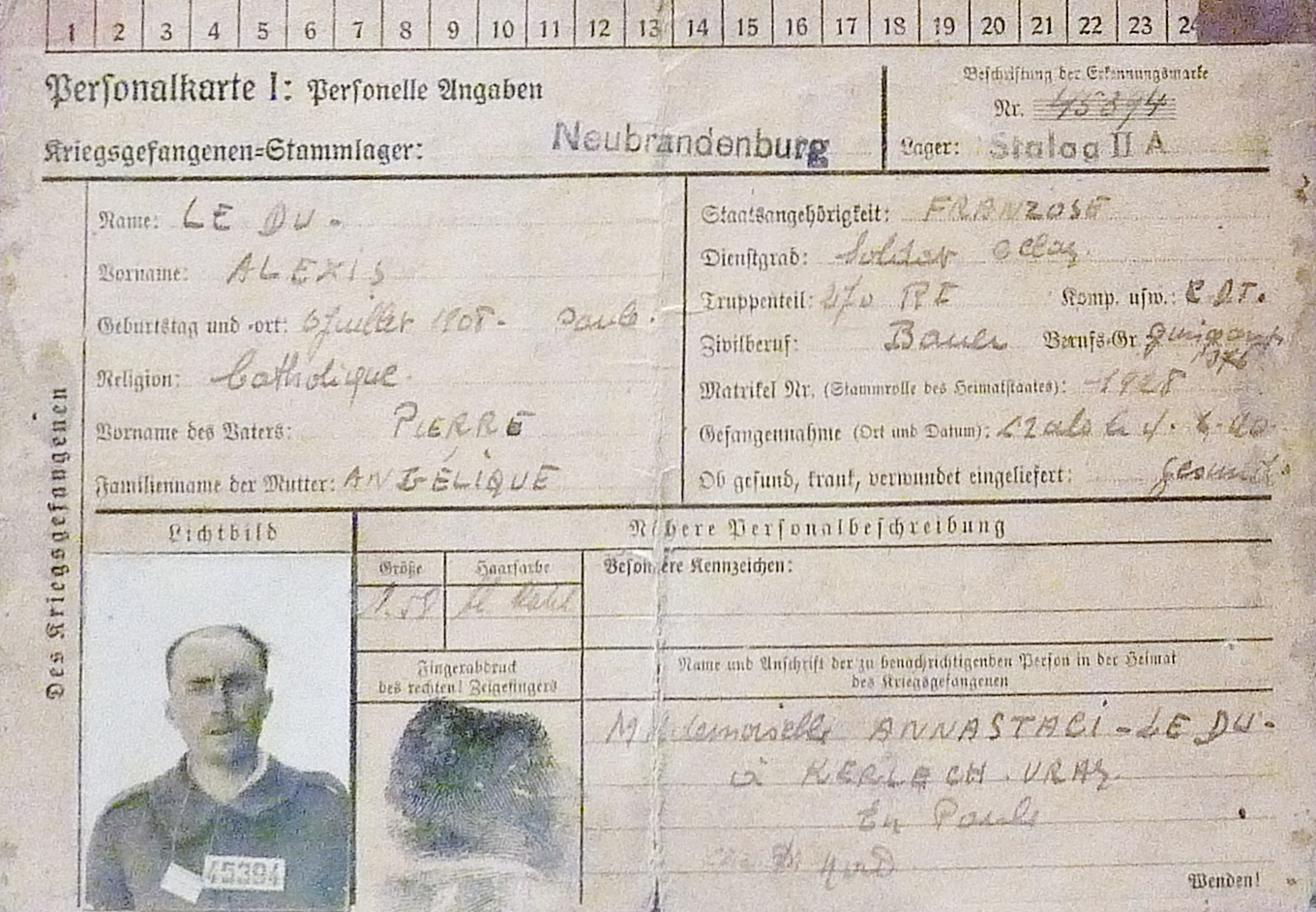
Carte d'identité en langue allemande d'un prisonnier de guerre français en Allemagne au stalag II-A (Musée de la Résistance en Bretagne).